# 海岸警備隊 (北朝鮮)
海岸警備隊（かいがんけいびたい、朝鮮語: 해안경비대）は、連合軍軍政期の北朝鮮地区の海上防衛組織。朝鮮人民軍海軍の前身である。

## 概要
北朝鮮人民委員会は、1946年6月5日に「水上保安隊」（朝鮮語: 수상보안대）を創設した。これが後に朝鮮人民軍海軍の礎となった。
水上保安隊本部（本部：元山）の傘下に、地方隊として東海水上保安隊（本部：元山）と西海水上保安隊（本部：鎮南浦）が置かれた。8月に水上保安隊司令部を平壌に移転した。12月に「海岸警備隊」に改称された。
海岸警備隊は、内務省に属する警察の一種であったが、朝鮮民主主義人民共和国成立後の1949年8月28日に朝鮮人民軍に編入し、正規海軍となった。